# Asociación Japonesa de Federaciones Atléticas
La Asociación Japonesa de Federaciones Atléticas, (en japonés 日本陸上競技連盟 Nihon Rikujō Kyōgi Renmei) es un cuerpo administrativo de atletismo de Japón.

## Presidentes
- Ryuzō Hiranuma (1929 - 1958)
- Hiroshi Kasuga (1958 - 1964)
- Ichirō Kōno (1965)
- Kenzō Kōno (1965 - 1975)
- Hanji Aoki (1975 - 1999)
- Yōhei Kōno (1999 -)
- Mitsugi Ogata (2021 –)

## Competiciones
- Tour Mundial de Atletismo de IAAF (celebrado en Osaka)
- Campeonatos de Atletismo de Japón
- Campeonatos de Atlatismo Universitarios de Japón
- Campeonato Nacional de Atletismo de Institutos
- Ekiden Nacional de Institutos
- Campeonatos Junior de Atletismo de Japón
- Maratón de Tokio
- Maratón Femenino de Yokohama
- Maratón de Nagoya
- Maratón Internacional Femenino de Osaka
- Maratón de Fukuoka
- Maratón de Biwako Mainichi
- Ekiden Internacional de Chiba
- Encuentro Internacional de Cross de Fukuoka
- Cross Internacional de Chiba